# 1837
Het jaar 1837 is het 37e jaar in de 19e eeuw volgens de christelijke jaartelling.

## Gebeurtenissen
januari
- 1 - Het eerste nummer van een nieuw tijdschrift ziet het licht: De Gids. Naar het gebruik van de tijd is de redactie anoniem, de uitgever is Beyerink.
- 17 - De Voortrekkers treffen de Matabele bij de Slag van Mosega, waarbij Mzilikazi's militaire hoofdkwartier met de grond gelijk wordt gemaakt.

februari
- 8 - In een duel tussen Aleksandr Poesjkin en Georges d'Anthès wordt een erestrijd beslecht. Poesjkin overlijdt twee dagen later.
- 17 - In de krant De Zuid-Afrikaan verschijnt een manifest van Piet Retief. Hij keert zich tegen het Britse gezag in de Kaapkolonie, dat de slavernij heeft verboden zonder redelijke compensatie voor de slavenhoudende Boeren. Retief en anderen verlaten de Kaap en trekken het binnenland in: begin van de Grote Trek.

april
- 4 - Oprichting van de liberale Franstalige Journal de Bruges door Philippe Chrétien Popp.
- april - Een Afghaans leger onder aanvoering van de zoon van emir Dost Mohammed verslaat de sikhs bij Jamrud. Daar wachten de troepen op toestemming van de Engelsen om Pesjawar binnen te trekken.

mei
- 5 - Inwijding van de nieuwe hoogduitse Synagoge Neve Shalom in de Keizerstraat te Paramaribo.

- 10 - De banken in de Verenigde Staten stoppen met het uitbetalen van spaartegoeden. Begin van de Paniek van 1837 en van de grote depressie die erop zal volgen.
- mei - De Britten William Fothergill Cooke en Charles Wheatstone verkrijgen patent op de Elektrische telegraaf. Met dit toestel, voorzien van vijf galvanometers, kunnen ze 20 van de 26 alfabetletters overzenden.

juni
- 20 - Er komt een einde aan de personele unie van het Verenigd Koninkrijk en Hannover. Krachtens de Britse wet volgt prinses Victoria van Kent haar oom Willem IV op. In Hannover staat de Salische wet haar opvolging in de weg. De jongere broer van Willem IV, de hertog van Cumberland, wordt hier als Ernst August I van Hannover de landsvorst.

juli
augustus
- 1 - Instelling van een commissie ter voorbereiding van de droogmaking van het Haarlemmermeer.
- 8 - Oprichting van de Hollandsche IJzeren Spoorweg-Maatschappij, die wil beginnen met de aanleg van een spoorlijn tussen Amsterdam en Haarlem.
- 16 - Er komt een eind aan de Paderi-oorlog, nadat de stad Bonjol (genoemd naar de machtige Paderi-leider Imam Bonjol) bestormd is (zie de Verovering van Bondjol). Hiermee is de macht van de Paderi gebroken en de hooglanden van Sumatra stevig in handen van de Nederlanders.

september
- 2 - Samuel Morse demonstreert zijn elektro-magnetische telegraaf.
- 22 - Opening van de spoorlijn Leuven-Tienen, het eerste traject van de latere Spoorlijn 36 tussen Brussel en Luik.

oktober
- 13 - Het Frans Vreemdelingenlegioen bestormt en verovert de Algerijnse citadel van Constantine.
- 30 - De 26 km lange eerste Russische spoorlijn, die de hoofdstad Sint-Petersburg en Tsarskoje Selo, de buitenresidentie van de tsaar, verbindt, wordt plechtig ingehuldigd.
- 31 - In Cincinnati (Ohio) richten twee zwagers de firma Procter & Gamble op en openen het eerste moderne warenhuis.

november
- 18 - Zeven wetenschappers in Hannover (waaronder de gebroeders Grimm), bekend geworden als de Göttinger Sieben, protesteren tegen het afschaffen door de nieuwe koning Ernst August van de liberale grondwet van het land.

december
- 12 - De Göttinger Sieben worden door koning Ernst August ontslagen, drie van hen tevens verbannen.
- 17 - Bij een grote brand gaat het interieur van het Petersburgse Winterpaleis verloren.

zonder datum
- De aanleg van het kunstmatige meer Grand Lake St. Marys in Ohio is gestart.

## Muziek
- Adolphe Adam schrijft het ballet Les Mohicans

## Bouwkunst

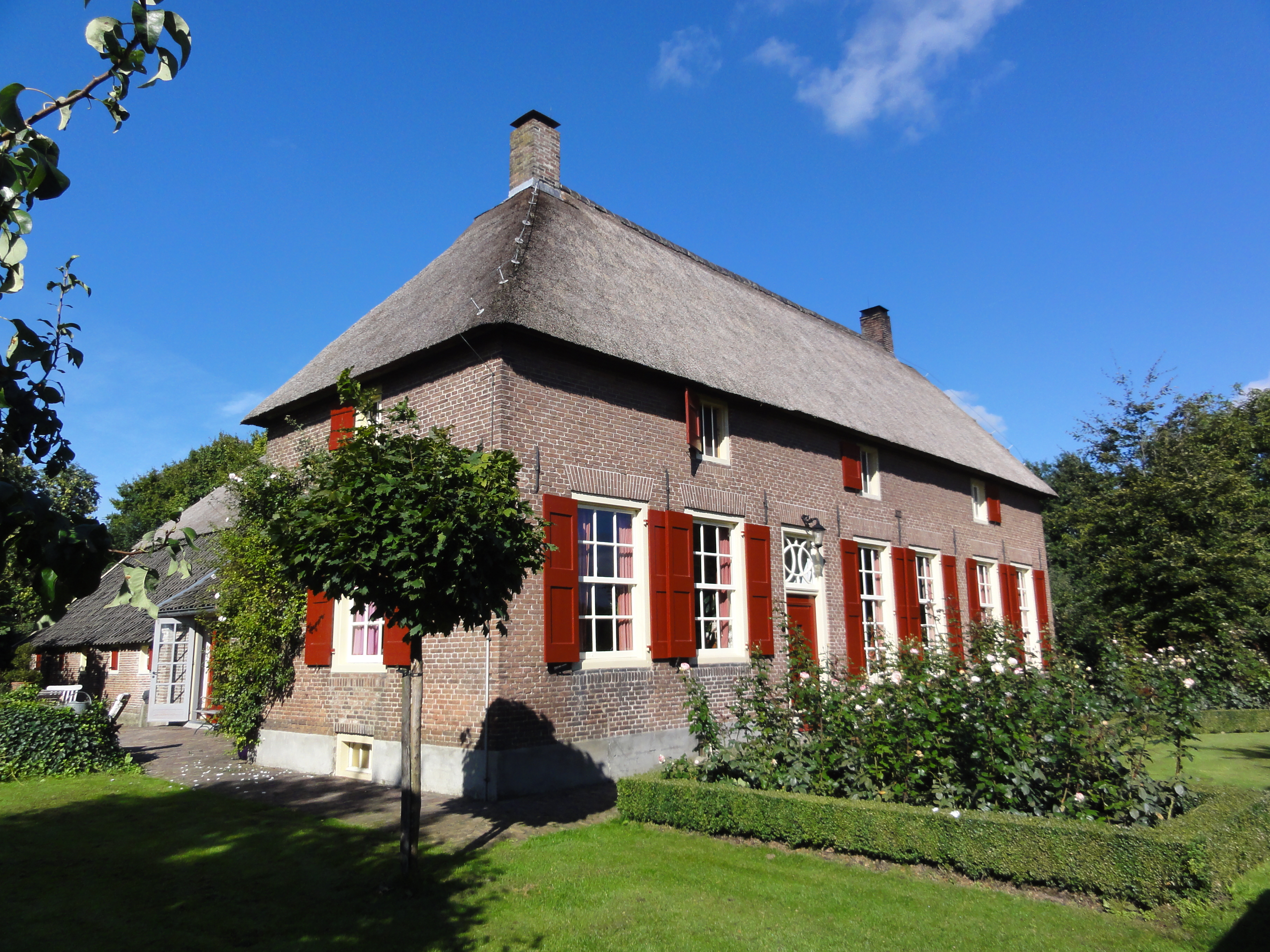
De Oude Dries, Druten (1837)

## Geboren
januari

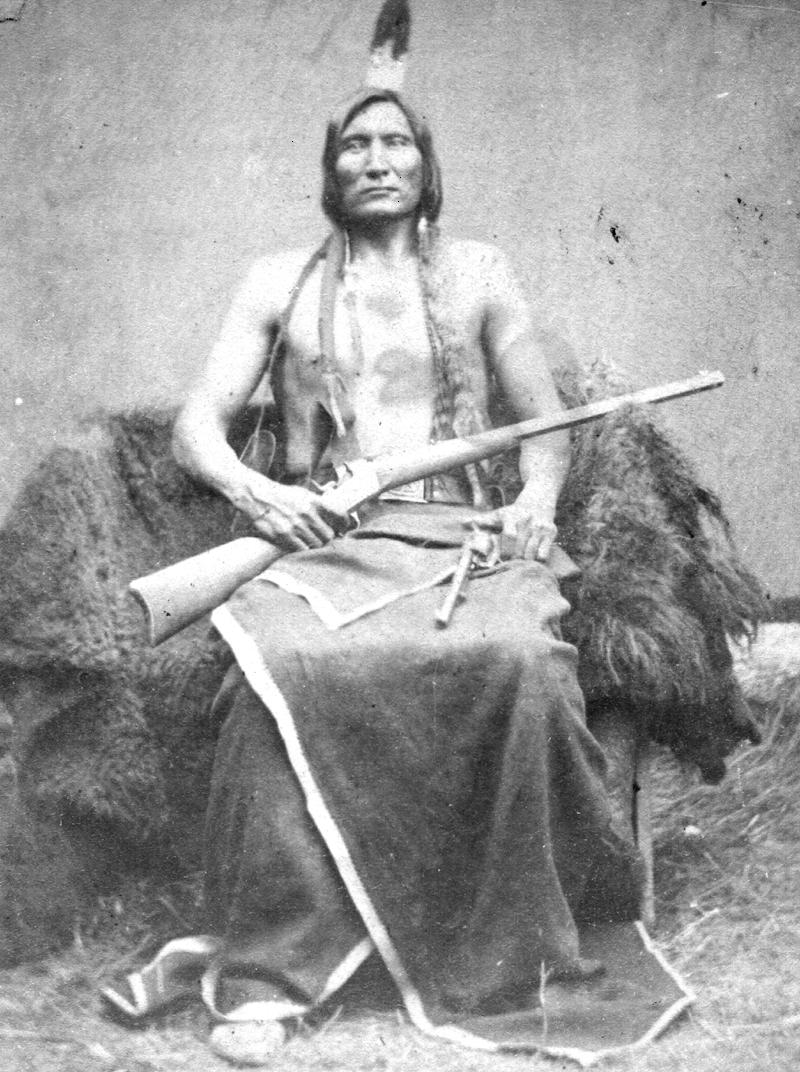
Touch the Clouds
geboren 6 januari 1837

- 2 - Mili Balakirev, Russisch componist (overleden 1910)
- 6 - Touch the Clouds, Amerikaans indianenleider en krijger (overleden 1905)
- 27 - Mordechai Mark Zamenhof, Pools zionist, atheïst en de vader van de kunsttaalauteur Lejzer Zamenhof (overleden 1907)

februari
- 9 - José Burgos, Filipijns priester en martelaar (overleden 1872)
- 12 - Thomas Moran, Engels-Amerikaans kunstschilder en etser (overleden 1926)
- 17 - Samuel van Houten, Nederlands links-liberaal politicus (overleden 1930)
- 24 - Rosalía de Castro, Spaans (Catalaans) schrijfster en dichteres (overleden 1885)

maart
- 1 - William Dean Howells, Brits schrijver, uitgever en literair criticus (overleden 1920)
- 5 - Lodewijk Bernardus Johannes Dommers, Nederlands bestuurder en ondernemer (overleden 1908)
- 18 - Grover Cleveland, 22ste en 24ste president van de Verenigde Staten (overleden 1908)
- 21 - Theodore Nicholas Gill, Amerikaans ichtyoloog, mammaloog, malacoloog en bibliothecaris (overleden 1914)
- 24 - Filips van België, derde zoon van koning Leopold I van België en jongere broer van de latere koning Leopold II (overleden 1905)

april
- 5 - Anna Filosofova, Russisch feminist (overleden 1912)
- 19 - Maria Heyde, Duits zendeling, schrijver en vertaler (overleden 1917)
- 20 - Louis Artan, Nederlands schilder en etser (overleden 1890)
- 27 - Paul Gordan, Duits wiskundige (overleden 1912)

mei
- 9 - Maria Mazzarello, Italiaans R.K. heilige en ordestichtster (overleden 1881)
- 9 - Adam Opel, Duits industrieel (overleden 1895)
- 29 - Alexander de Savornin Lohman, Nederlands politicus (CHU) (overleden 1924)

juni
- 7 - Alois Hitler sr., vader van Adolf Hitler (overleden 1903)

juli
- 19 - Aernout Philip Theodoor Eyssell, Nederlands rechtsgeleerde (overleden 1921)
- 30 - Eugène Mage, Frans marineofficier en ontdekkingsreiziger (overleden 1869)

augustus
- 16 - Emile Seipgens, Nederlands schrijver van korte verhalen en toneelwerk (overleden 1896)
- 17 - Charlotte Forten Grimké, Amerikaans abolitionist, onderwijzeres en dichteres (overleden 1914)
- 25 - Jacob Maris, Nederlands impressionistisch kunstschilder (overleden 1899)

september
- 8 - Joaquin Miller, Amerikaans dichter (overleden 1913)
- 8 - Raphael Pumpelly, Amerikaans geoloog en ontdekkingsreiziger (overleden 1923)
- 17 - Dirk Haspels, Nederlands toneelspeler (overleden 1903)

oktober
- 4 - Mary Elizabeth Braddon, Engels bestsellerschrijfster (overleden 1915)
- 8 - Otto Winter-Hjelm, Noors componist, organist en dirigent (overleden 1931)
- 29 - Abraham Kuyper, Nederlands theoloog en politicus (overleden 1920)

november
- 5 - Arnold Janssen, Duits priester en missionaris; R.K. heilige (overleden 1909)
- 7 - Jules Laurant le Bron de Vexela, Nederlands militair (overleden 1911)
- 23 - Johannes Diderik van der Waals, Nederlands natuurkundige (overleden 1923)

december
- 15 - Johannes Reitsma, Nederlands theoloog (overleden 1902)
- 24 - Cosima Liszt, echtgenote van Richard Wagner (overleden 1930)
- 24 - Elisabeth van Oostenrijk-Hongarije, Duits vorstin (overleden 1898)

datum onbekend
- Amelia Dyer, Brits kindermoordenares (overleden 1896)

## Overleden
januari
- 23 - John Field (54), Iers pianist en componist

februari
- 3 - Claudine Thévenet (62), Frans geestelijke en ordestichtster
- 7 - Gustaaf IV Adolf (58), koning van Zweden (1792-1809)
- 8 - Ernst Bagelaar (61), Nederlands militair en kunstenaar
- 10 - Aleksandr Sergejevitsj Poesjkin (37), Russisch dichter

mei
- 20 - Johan Afzelius (83), Zweeds scheikundige
- 20 - Frederik van Hessen (89), zoon van landgraaf Frederik II van Hessen-Kassel

juni
- 14 - Giacomo Leopardi (38), Italiaans dichter en schrijver
- 22 - Antonie Sminck Pitloo (47), Nederlands kunstschilder

juli
- 28 - Joseph Schubert (79), Duits componist

oktober
- 6 - Jean-François Lesueur (77), Frans componist
- 12 - Wilhelmina van Pruisen (62), prinses van Pruisen en koningin der Nederlanden (echtgenote van koning Willem I)
- 17 - Johann Nepomuk Hummel (58), Oostenrijks componist en pianist

december
- 26 - Martinus van Marum (87), Nederlands arts, natuuronderzoeker en chemicus

## Weerextremen in België
- 22 maart: laagste etmaalgemiddelde temperatuur ooit op deze dag: −3,2 °C en laagste minimumtemperatuur: −6,7 °C.
- 23 maart: laagste etmaalgemiddelde temperatuur ooit op deze dag: −3,4 °C.
- 24 maart: laagste etmaalgemiddelde temperatuur ooit op deze dag: −1,7 °C.
- 7 april: laagste etmaalgemiddelde temperatuur ooit op deze dag: 0,8 °C.
- 9 april: laagste etmaalgemiddelde temperatuur ooit op deze dag: −1,5 °C en laagste minimumtemperatuur: −4,6 °C. Dit is de koudste dag ooit in de maand april.
- 10 april: laagste etmaalgemiddelde temperatuur ooit op deze dag: 0,1 °C en laagste minimumtemperatuur: −3,4 °C.
- 11 april: laagste minimumtemperatuur ooit op deze dag: −2,8 °C.
- april: deze maand is voor Ukkel de koudste maand april ooit met 4,3 °C.(normaal: 9,0 °C).
- 21 mei: laagste etmaalgemiddelde temperatuur ooit op deze dag: 5,9 °C.
- lente: lente met laagste gemiddelde temperatuur ooit: 4,9 °C (normaal 9,5 °C).
- 8 juni: laagste minimumtemperatuur ooit op deze dag: 3,4 °C.
- 27 september: laagste minimumtemperatuur ooit op deze dag: 2,4 °C.

Bron: KMI Gegevens Ukkel 1901-2003  met aanvullingen 